# Obereopsis nimbae
Obereopsis nimbae är en skalbaggsart som beskrevs av Pierre Lepesme och Stefan von Breuning 1952. Obereopsis nimbae ingår i släktet Obereopsis och familjen långhorningar.
Artens utbredningsområde är Benin. Inga underarter finns listade i Catalogue of Life.